# Palazzo Pontificio
Il Palazzo Pontificio di Castel Gandolfo (o Palazzo Apostolico di Castel Gandolfo) è un museo appartenente alla Santa Sede. Sino al pontificato di Francesco è stato una residenza papale suburbana.
Esso si trova all'interno della zona extraterritoriale delle Ville Pontificie di Castel Gandolfo, sui Colli Albani, circa venti chilometri a sud di Roma.
L'extraterritorialità delle Ville Pontificie, frequentate per la villeggiatura dai papi fin dai tempi di Urbano VIII, era stata concessa alla Santa Sede con la legge delle Guarentigie, nel 1871 (assieme alla basilica e al palazzo del Laterano, a Roma), ed è stata riconfermata con i Patti Lateranensi nel 1929. I pontefici sono soliti recarsi a Castel Gandolfo almeno una volta l'anno, d'estate.
Il palazzo è parte integrante dell'area di oltre 55 ettari che costituisce il complesso delle Ville Pontificie.

## Storia
Acquisito dalla Camera apostolica nel luglio 1596 e incorporato come patrimonio inalienabile della Santa Sede il 27 maggio 1604, il territorio di Castel Gandolfo fu prescelto come luogo di villeggiatura da molti papi, a cominciare da Urbano VIII che, subito dopo la sua elezione a pontefice (1623), diede avvio alla costruzione di un edificio sul sito della villa romana dell'imperatore Domiziano, probabilmente sorta a sua volta sull'acropoli dell'antica Alba Longa.
Il progetto del Palazzo Pontificio (il suburbano recesso, come venne allora chiamato) fu affidato a Carlo Maderno che lo realizzò con l'aiuto dei suoi assistenti Bartolomeo Breccioli e Domenico Castelli (1629). Benché promotore della sua costruzione, papa Urbano VIII non vi abitò mai preferendo risiedere nella vicina Villa Barberini, appartenente al nipote Taddeo Barberini. Il primo pontefice a villeggiarvi fu dunque il senese Alessandro VII, che completò l'edificio con la facciata principale e l'ala occidentale, cui contribuì anche Gian Lorenzo Bernini.
Trascurata per circa un secolo, la villa di Castel Gandolfo tornò ad essere frequentata nel Settecento con papa Benedetto XIV, che la ristrutturò apportandovi modifiche e nuove decorazioni. Altrettanto fece papa Clemente XIV, che inoltre acquistò la limitrofa Villa Cybo (1773) ampliando a parco l'originario giardino di papa Urbano VIII. Occupata e gravemente danneggiata dalle truppe napoleoniche, fu restaurata dai pontefici Pio VII e Pio VIII. In seguito fu particolarmente utilizzata come residenza estiva da Gregorio XVI e poi, almeno fino al 1870, da Pio IX; entrambi i pontefici vi apportarono ulteriori migliorie. Dal 1870 però, con la fine dello Stato Pontificio, venne abbandonata dai papi, come tutte le altre residenze possedute fuori Roma, per "rinchiudersi" in Vaticano in segno di aperta protesta contro lo Stato italiano.

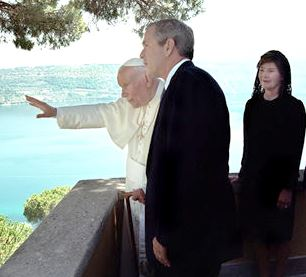
Il presidente statunitense George Bush e la moglie Laura con papa Giovanni Paolo II in visita a Castel Gandolfo il 23 luglio 2001

Nel 1929, con la nascita dello Stato della Città del Vaticano e il relativo trattato, le ville papali di Castel Gandolfo (cui ora si aggiungeva la vicina Villa Barberini), pur rimanendo giuridicamente territorio italiano, furono dichiarate dominio extraterritoriale pontificio; e proprio con papa Pio XI il Palazzo Apostolico di Castel Gandolfo ritornò ad essere la residenza estiva dei papi. Pio XI fece anche realizzare dall'architetto Giuseppe Momo i collegamenti fra le tre proprietà, confinanti ma divise dalla rete stradale pubblica: una loggia per unire il Palazzo Apostolico a Villa Cybo e un cavalcavia per mettere in comunicazione il giardino di quest'ultima con quello di Villa Barberini. Nel 1934, inoltre, lo stesso pontefice fece allestire all'ultimo piano del Palazzo Apostolico, sotto la torre, la sede dell'osservatorio astronomico vaticano, noto anche come Specola Vaticana. Con l'ulteriore acquisto di alcuni terreni verso Albano Laziale, vi si poté installare infine una piccola azienda agricola cosicché l'insieme delle proprietà pontificie a Castel Gandolfo, tutte collegate fra di loro, costituisce oggi un unico vasto parco, la cui estensione di circa 55 ettari è superiore a quella dello stesso stato vaticano. Lo stesso palazzo ha visto, nel 1958 e nel 1978, i decessi di due papi, rispettivamente Pio XII e Paolo VI.
Il palazzo venne in seguito utilizzato abitualmente dai papi come residenza nei periodi di riposo, tanto che Giovanni Paolo II definì Castel Gandolfo il «Vaticano Due»; in tali occasioni la recita domenicale dell'Angelus avveniva all'interno del cortile. Nel 2010, durante il pontificato di Benedetto XVI si tenne a Castel Gandolfo l'udienza generale nella piazza esterna, per la prima volta nella storia; tale usanza continuò anche nei due anni successivi. Dal 28 febbraio al 2 maggio 2013 Benedetto XVI vi risiedette temporaneamente dopo aver rinunciato al ministero petrino; il papa emerito tornò a poi a soggiornare a Castel Gandolfo per due settimane nel mese di luglio 2015.
Il 21 ottobre 2016, per decisione di papa Francesco, il Palazzo Pontificio ha dismesso le sue vesti di residenza estiva papale ed è diventato ufficialmente un museo. 
Il successore di Francesco, papa Leone XIV, dopo la sua elezione nel 2025, ha deciso di trascorrere le vacanze estive a Castel Gandolfo, stabilendosi però a Villa Barberini.

## Descrizione

### Il palazzo

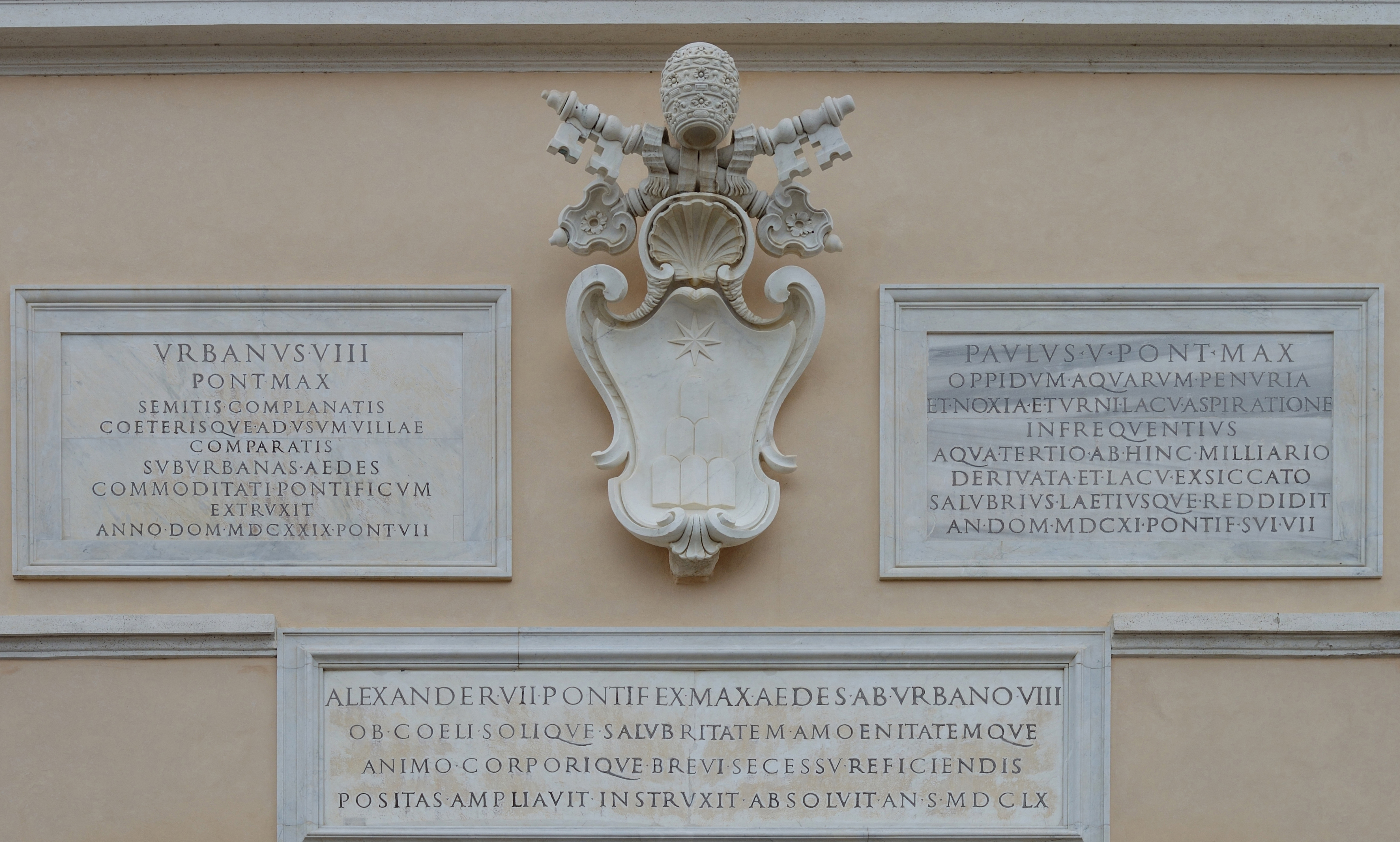
Stemma papale e iscrizioni sulla facciata

Sulla facciata del palazzo sono riportate tre epigrafi, celebrative delle opere di altrettanti papi: nell'ordine cronologico, Paolo V, Urbano VIII ed Alessandro VII:
Dal Cortile delle udienze, lo scalone d'onore conduce al piano nobile del palazzo. Le sale sono disposte secondo l'ordine gerarchico del cerimoniale vaticano, riprendendo lo schema della Seconda Loggia nel Palazzo Apostolico Vaticano. La prima sala infatti è il Salone degli Svizzeri, o dei Tedeschi, locale un tempo destinato al corpo di guardia (analogamente al più vasto Salone dei Corazzieri del Palazzo del Quirinale). Fino ai restauri di Pio XI degli anni trenta la stanza era divisa a metà da quattro colonne, e sul pavimento originario erano visibili graffiti e scritte lasciate dalle alabarde delle Guardie Svizzere. Oggi la sala è decorata da un altorilievo con la "Deposizione dalla Croce" e con una Madonna settecentesca di Domenico Corvi.

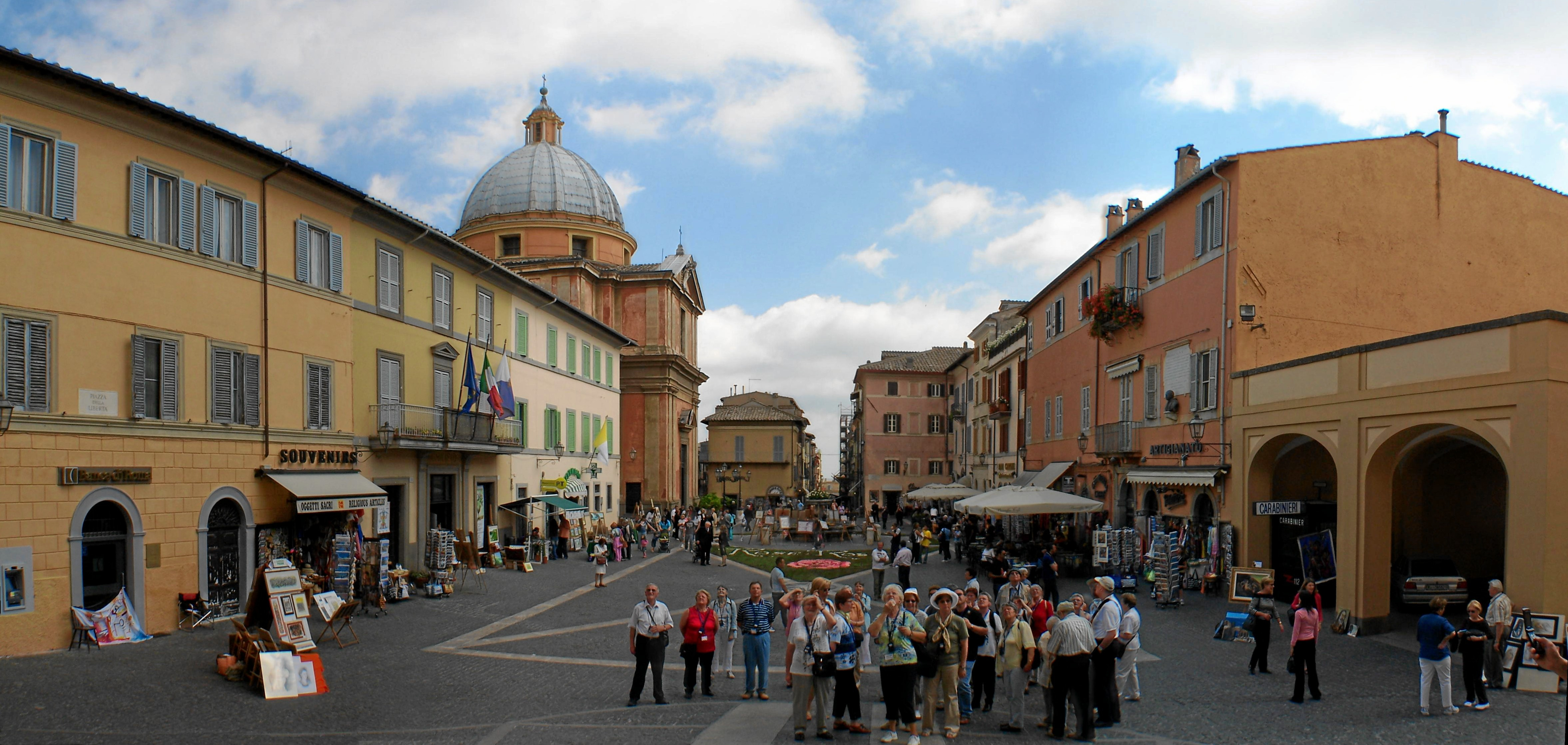
Piazza della Libertà vista dal portale del Palazzo Pontificio

Seguono la Sala dei Palafrenieri, che ospita i Sediari pontifici e quella delle Guardie Nobili, contenenti ricordi della presenza di Pio IX. La seguente Sala dei Camerieri di Cappa e Spada ospita copie di quadri di Bartolomé Esteban Murillo e Guido Reni. Nella successiva Sala dei Bussolanti c'è copia della bolla del concordato di Fontainebleau del 1801 ed un ritratto di Pio VII e del suo segretario di Stato Ercole Consalvi di Jean-Baptiste Wicar. Seguono la Sala del Trono, risalente all'epoca di Innocenzo X, e la Sala del Concistoro, fatta decorare da Pio IX con tappezzeria damascata e pavimenti di marmi policromi: oggi ospita due arazzi della celebre manifattura Gobelin di Bruxelles raffiguranti la fuga della Sacra Famiglia in Egitto. Successivamente vi è la Galleria di Benedetto XIV, ampliamento già fatto costruire da Alessandro VII ma decorata nel Settecento con dipinti a guazzo di Pier Leone Ghezzi. Da lì si accede alla Cappella Papale di Urbano VIII, una delle più antiche stanze del palazzo, affrescata da Simone Lagi e stuccata dai fratelli Zuccari.
Seguono le stanze dell'appartamento privato del papa: l'anticamera, con una Madonna di Carlo Dolci, lo studio, risistemato sotto Pio XI, con dipinti del Dolci e di Paolo Veronese e scrivania con stemma di Pio VII; la sala da pranzo di Clemente XIV, decorata da Angeloni e Cristoforo Unterberger; la camera da letto; la cappella privata, voluta da Pio XI, con una copia della Madonna di Czestochowa e dipinti del pittore polacco Rosen, ricordi del periodo in cui papa Ratti fu nunzio apostolico in Polonia. Gli appartamenti sono completati dalla camera della toilette, con lacerti di affreschi medioevali dell'antico castello dei Gandolfi e dei Savelli; dalla Stanza dello Scopatore segreto e dalla Sala dello Scalco, affrescata con nature morte di Salvator Rosa.
Concludono la descrizione del Palazzo Pontificio il Salone del Biliardo o del Buffet, lungo circa 30 metri, un tempo dedicato ai passatempo della corte pontificia ed oggi sala da pranzo, che ospita i due affreschi di un anonimo settecentesco raffiguranti le passeggiate di Clemente XIV nella vicina villa Cybo. Infine, l'appartamento del cardinale Segretario di Stato, arredato con mobili cinesi, datati al 1747, sotto il regno di Benedetto XIV.